# Palliduphantes milleri
Palliduphantes milleri är en spindelart som först beskrevs av Starega 1972.  Palliduphantes milleri ingår i släktet Palliduphantes och familjen täckvävarspindlar. Inga underarter finns listade i Catalogue of Life.